# Dănuț Ion Moldovan
Dănuț Ion Moldovan (Bucarest, 17 marzo 1991) è un bobbista ed ex velocista rumeno naturalizzato austriaco.
Ha assunto la cittadinanza austriaca poco prima dell'avvio della stagione 2015/16.

## Biografia

### Atletica
Dal 2007 al 2014, Moldovan ha praticato l'atletica leggera nelle discipline veloci, conquistando quattro titoli nazionali rumeni consecutivi nella staffetta 4x100 (dal 2010 al 2013) e arrivano secondo nei 60 metri e nei 100 metri rispettivamente nelle edizioni indoor e outdoor del 2011.

### Bob
Compete nel bob dal 2011 come frenatore per la squadra nazionale rumena, debuttando in Coppa Europa a novembre 2011; dalla stagione 2015/16 iniziò a gareggiare per l'Austria negli equipaggi condotti da Benjamin Maier. Si distinse nelle categorie giovanili vincendo una medaglia d'argento ai mondiali juniores, ottenuta nel bob a quattro ad Winterberg 2016 con Maier alla guida.
Esordì in Coppa del Mondo con la nazionale rumena nella stagione 2012/13, l'8 dicembre 2012 a Winterberg dove terminò la gara al ventunesimo posto nel bob a due con Andreas Neagu. Dopo l'assunzione della cittadinanza austriaca ottenne anche il suo primo podio, il 7 febbraio 2016 a Sankt Moritz, piazzandosi al secondo posto nel bob a quattro con Benjamin Maier a condurre la slitta.
Ha partecipato due edizioni dei Giochi olimpici invernali: a Soči 2014 rappresentò il proprio paese d'origine e si classificò al ventiduesimo posto nel bob a quattro, mentre a Pyeongchang 2018 fu nono nel bob a quattro, in tutte le occasioni con Benjamin Maier alla guida delle slitte.

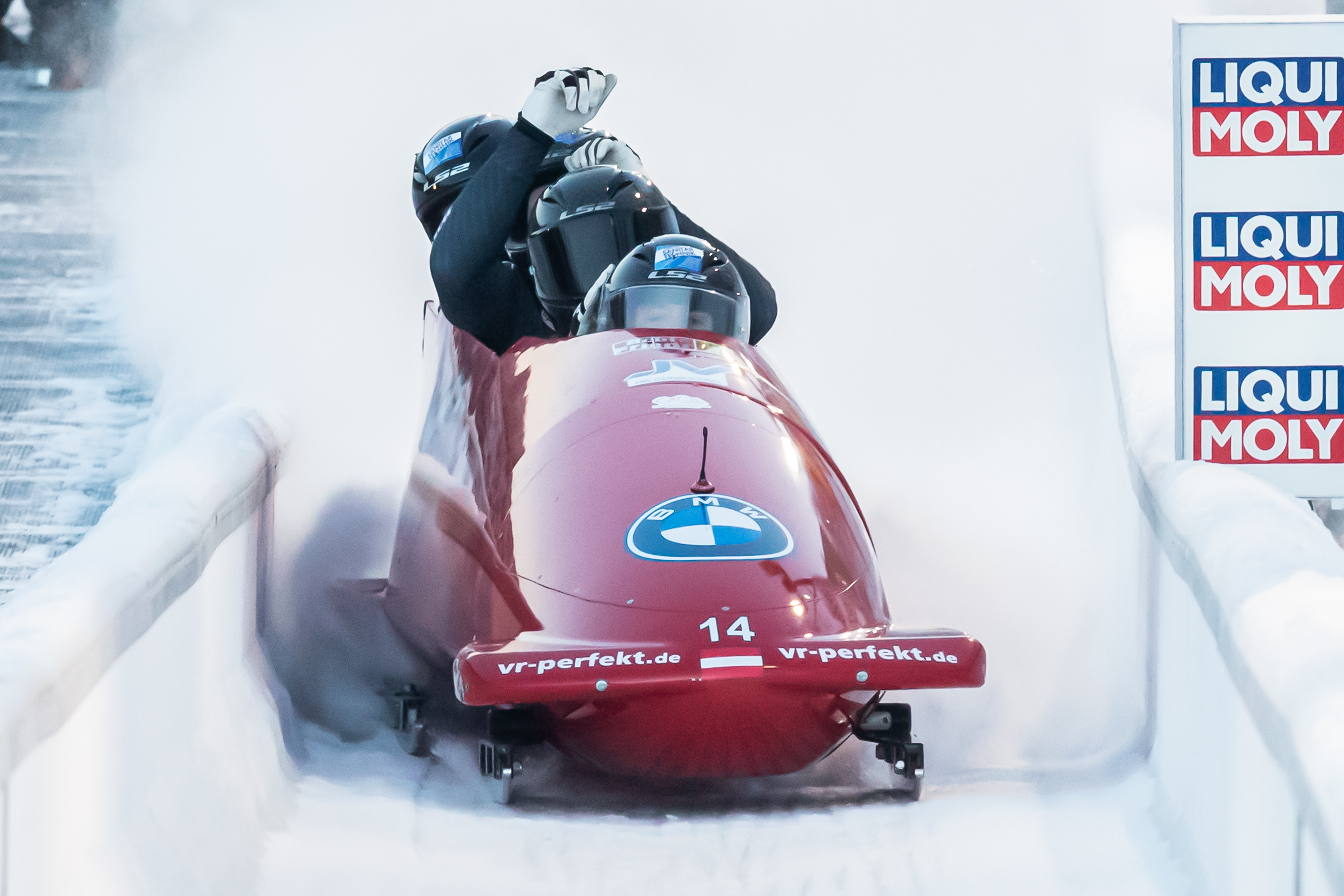
Moldovan (il secondo dell'equipaggio) al termine della quarta manche del bob a quattro ai campionati mondiali di Altenberg 2021, dove vinsero la medaglia d'argento

Prese inoltre parte a sette edizioni dei campionati mondiali, conquistando in totale due medaglie. Nel dettaglio i suoi risultati nelle prove iridate sono stati, nel bob a quattro: ventiseiesimo a Sankt Moritz 2013, ventiquattresimo a Winterberg 2015, quinto a Igls 2016, settimo a Schönau am Königssee 2017, sesto a Whistler 2019, quinto ad Altenberg 2020 e medaglia d'argento ad Altenberg 2021 con Benjamin Maier, Markus Sammer e Kristian Huber; nella gara a squadre: medaglia d'argento a Innsbruck 2016.
Ha altresì vinto una medaglia d'argento e una di bronzo agli europei, conquistate rispettivamente a Sankt Moritz 2016 e a Winterberg 2017 ed entrambe ottenute nella specialità a quattro.
Detiene anche due titoli nazionali austriaci, uno nel bob a due e uno nel bob a quattro.

## Palmarès

### Mondiali
- 2 medaglie:
  - 2 argenti (gara a squadre ad Igls 2016; bob a quattro ad Altenberg 2021).

### Europei
- 2 medaglie:
  - 1 argento (bob a quattro a Sankt Moritz 2016);
  - 1 bronzo (bob a quattro a Winterberg 2017).

### Mondiali juniores
- 1 medaglia:
  - 1 argento (bob a quattro ad Winterberg 2016).

### Coppa del Mondo
- 8 podi (tutti nel bob a quattro):
  - 6 secondi posti;
  - 2 terzi posti.

### Campionati austriaci
- 2 medaglie:
  - 2 ori (bob a due[2], bob a quattro[3] ad Igls 2016).

### Circuiti minori

#### Coppa Europa
- 3 podi (tutti nel bob a quattro):
  - 1 vittoria;
  - 2 secondi posti.

#### Coppa Nordamericana
- 1 podio (nel bob a quattro):
  - 1 secondo posto.